# Montot-sur-Rognon
Montot-sur-Rognon is een gemeente in het Franse departement Haute-Marne (regio Grand Est) en telt 114 inwoners (2009). De plaats maakt deel uit van het arrondissement Chaumont.

## Geografie
De oppervlakte van Montot-sur-Rognon bedraagt 7,7 km², de bevolkingsdichtheid is dus 14,8 inwoners per km².
De onderstaande kaart toont de ligging van Montot-sur-Rognon met de belangrijkste infrastructuur en aangrenzende gemeenten.

## Demografie
Onderstaande figuur toont het verloop van het inwonertal (bron: INSEE-tellingen).